# Villa Estense
Villa Estense (velenceiül Viła Estense) település Olaszországban, Veneto régióban, Padova megyében. Lakosainak száma 2087 fő (2023. január 1.). Villa Estense Este, Sant’Elena, Vescovana, Vighizzolo d’Este, Sant’Urbano és Granze községekkel határos.

## Népesség
A település lakossága az elmúlt években az alábbi módon változott:
| Lakosok száma | 2211 | 2225 | 2087 |
|               | 2017 | 2018 | 2023 |